# 牧愛堂 (台北市)

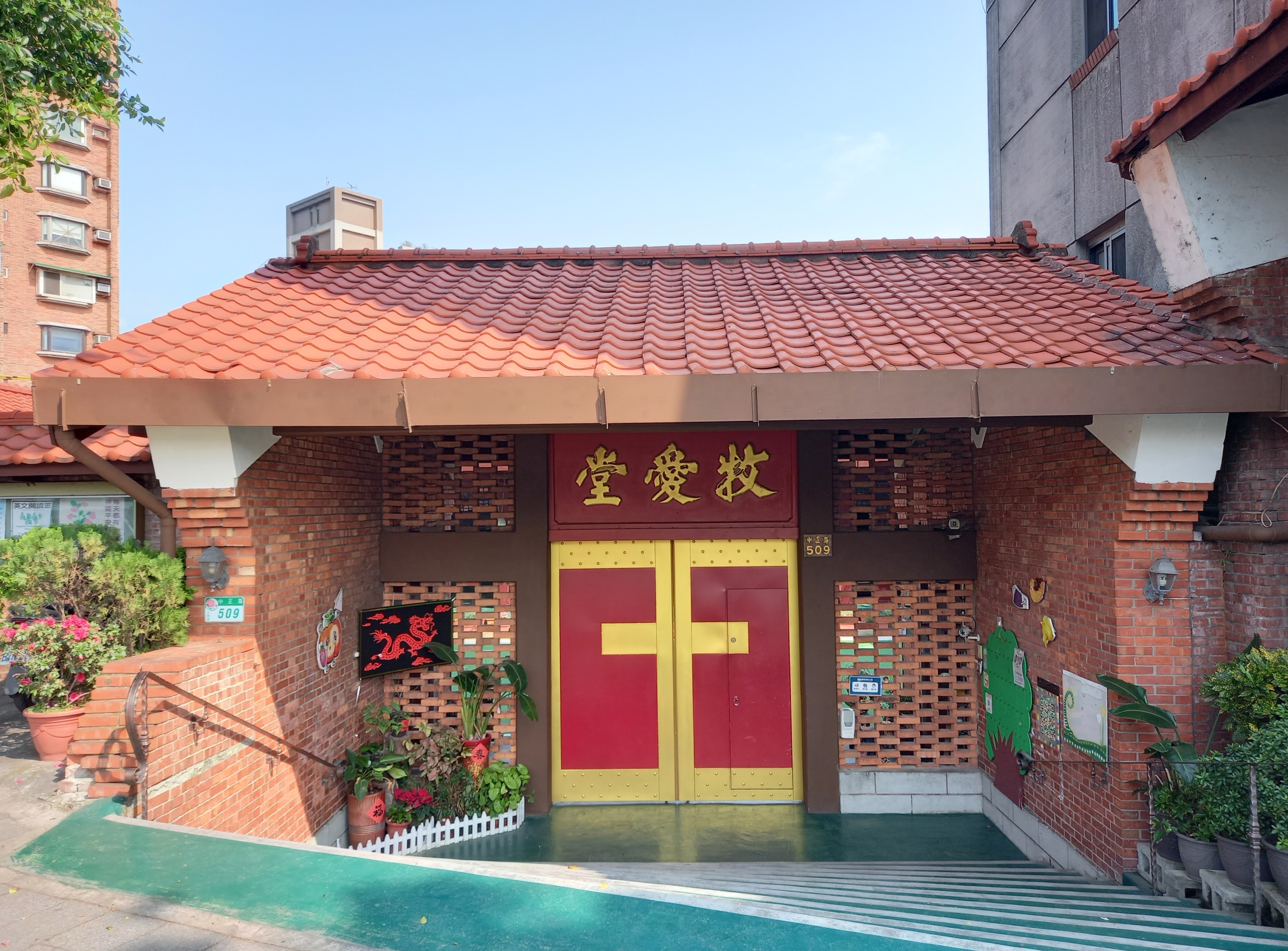
牧愛堂（台湾・台北市）入口。敷地は福建省の四合院の形式。

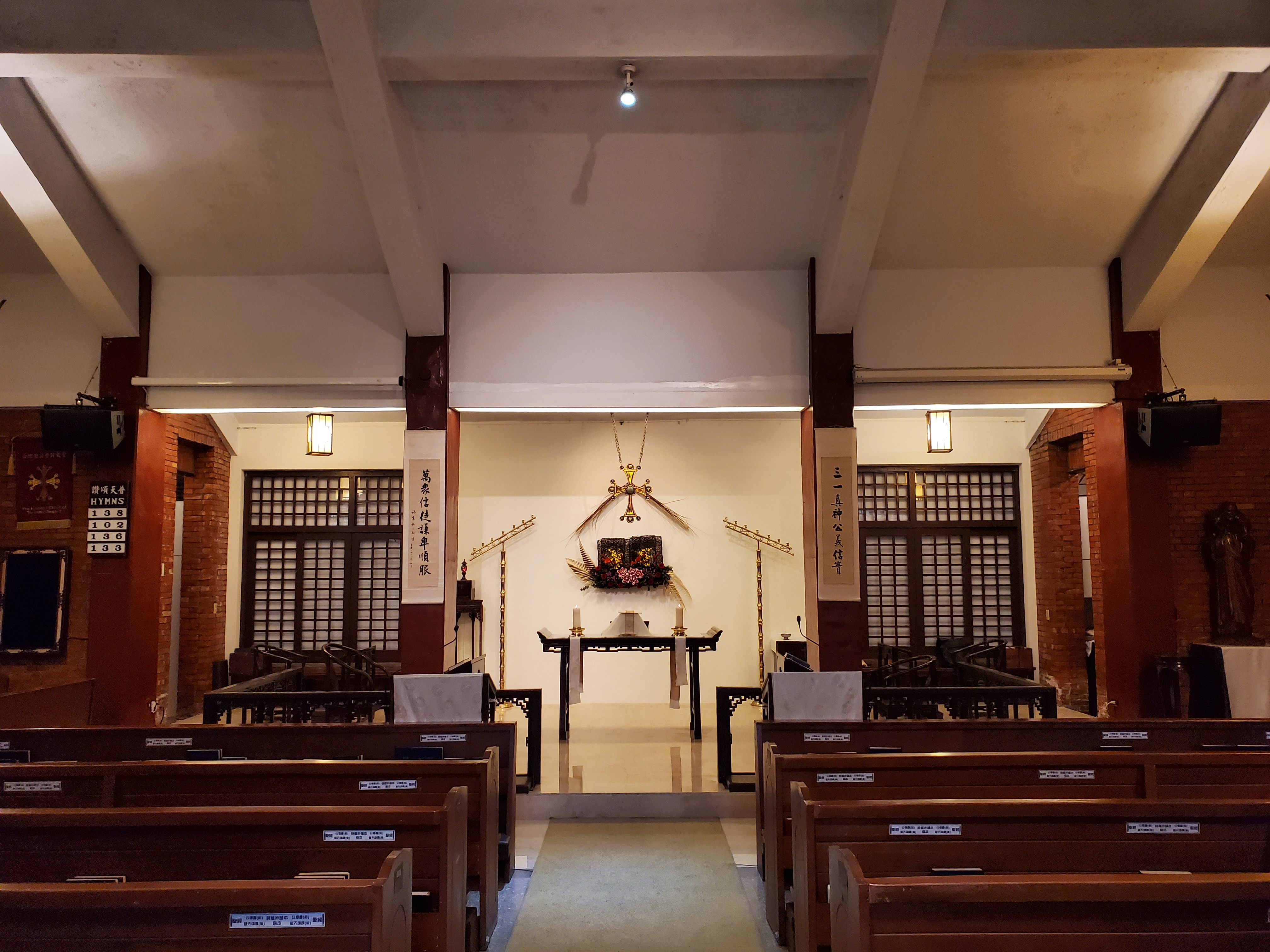
牧愛堂の内部

牧愛堂（ぼくあいどう、中国語: 台灣聖公會牧愛堂、英語: Church of the Good Shepherd, Taipei）は、台湾・台北市士林区中正路509号にあるプロテスタント教会である。台湾聖公会の英語集会である。

## 概要
牧愛堂（英文名：Church of the Good Shepherd）は、第二次世界大戦後の中華民国政府の台湾への移転に伴って、中国大陸で中華聖公会に属していた人々や米軍属を中心に集まりだし、10年以上米軍チャプレンの後援を受けていた。1963年には台北地域の外国人コミュニティに奉仕するために正式に設立を見て、この会衆は台湾で最も古い英語会衆の一つと言える。
一連の移転を経て、1965年に牧愛堂は士林区の現在の敷地に土地を購入し、1966年に完成した台湾対岸の福建省閩南民系の四合院風の教会堂で礼拝が行われてきた。現在、信徒のほとんどは台湾人であるが、様々な国籍の人々が参加している。現在、牧愛堂幼稚園も持っている。

## 日曜礼拝
現在の礼拝は、毎日曜日9:30から英語で行ない、毎月第四日曜日のみ9:30から英語・中国語（國語）両語で行なう。

## 参照項目
- 台湾の宗教